# Yabghu
Yabghu fou un títol turc equivalent a príncep o gran cap, que van portar els sobirans de les hordes dels turcs occidentals supeditats per un temps als kagan o gran kan dels turcs i de les hordes dels turcs orientals. En xinès es deia Ye-pou. També el portaven uns oficials (o rang) del kaghan (kakhan), generalment un parent proper, al que es donava el govern d'una província (per tant equivalent al títol shadh, que va acabar suplantat pel de yagbhu); va perdre importància després del segle viii i sota els karakhànides el yabghu venia després de yughrush (visir) que era el tercer càrrec després de kaghan i de tigin (príncep).
Els prínceps heftalites del Oxus Superior (com Tukharistan o Khuttal) van portar el títol de yabghu als segles vii-viii. Els karluks estaven dirigits per un yabghu que va enviar la seva submissió al califa al-Mahdí. Al segle xi encara el conservaven els sobirans oghuz de Djand. El títol va existir dins la família seljúcida però de rang inferior i sense que es coneguin quines funciones tenia; al Soldanat de Rum el yabghu era el cap de l'ala esquerra de l'exèrcit. Després el títol va desaparèixer.